# Parc historique d'État d'Indian Key
Le parc historique d'État d'Indian Key (anglais : Indian Key Historic State Park) est un parc de l'État de Floride situé sur une île se trouvant à environ 800 mètres de l'U.S. Route 1 dans les Florida Keys. L'île aujourd'hui déserte fut habitée au XIXe siècle, elle fait actuellement l'objet de fouilles archéologiques.

## Histoire
L'île, isolée au large des côtes d'Islamorada, a été habitée, dans les années 1830, par le chasseur d'épaves John Jacob Housman. Il se livrait à la récupération des cargaisons des épaves de bateaux. Indian Key est ainsi devenue la deuxième plus grande localité des Keys après Key West. En 1831, devenue chef-lieu du comté de Dade, c'était une véritable ville avec entrepôts, docks et hôtel. On dénombrait une cinquantaine de résidents permanents.
Dans la matinée du 7 août 1840, 130 Indiens Séminoles débarquèrent furtivement sur Indian Key. Un homme  de la milice locale a sonné l'alarme, de sorte que la plupart des 50 à 70 personnes vivant sur l'île, dont Housman et sa femme, ont pu s'échapper, mais 13 d'entre-elles ont été tuées,. La ville a été détruite et Housman est mort accidentellement en 1841.

## Sources
- Buker, George E. (1975) Swamp Sailors: Riverine Warfare in the Everglades 1835-1842. Gainesville, Florida:The University Presses of Florida.  (ISBN 0-8130-1514-6).
- Knetsch, Joe. (2003) Florida's Seminole Wars 1817-1858. Charleston, South Carolina: Arcadia Publishing.  (ISBN 0-7385-2424-7).
- Viele, John. (1996) The Florida Keys: A History of the Pioneers. Sarasota, Florida: Pineapple Press, Inc.  (ISBN 1-56164-101-4).
- Viele, John. (2001) The Florida Keys: The Wreckers. Sarasota, Florida: Pineapple Press, Inc.  (ISBN 1-56164-219-3).